# Parallelia redditura
Parallelia redditura är en fjärilsart som beskrevs av Walker 1858. Parallelia redditura ingår i släktet Parallelia och familjen nattflyn. Inga underarter finns listade i Catalogue of Life.